# Cratere eccentrico
Per cratere eccentrico si intende una bocca vulcanica secondaria che si origina direttamente dal sottostante bacino magmatico invece che dal condotto vulcanico centrale, risultandone perciò del tutto indipendente. Molto spesso per questo motivo il cratere eccentrico si forma ad una certa distanza dal cratere centrale.
Si differenzia dal cratere avventizio in quanto quest'ultimo si forma a partire da una ramificazione laterale del condotto centrale risultando quindi ad esso collegato e dipendente.